# Wiiのシステムアップデート
Wiiのシステムアップデート（ウィーのシステムアップデート）では、任天堂の家庭用ゲーム機「Wii」の本体内蔵ソフトウェアのシステムアップデートについて記載する。

## 概要
Wii本体のファームウェアやWiiチャンネルなどの本体内蔵ソフトウェアは、インターネットやWii専用ソフトを利用してアップデート（Wiiの日本語表示では「更新」と表記）することができる。アップデートを実行することで機能が追加されたり、不具合が改善されたりする。
アップデートが完了するとWii本体のバージョン番号が変わる場合がある。なお、Wii本体のバージョンは「本体設定」の1ページ目の右上に表示される。
本体ファームウェアのアップデート機能の搭載は、任天堂のゲーム機の中ではWiiが初めてである。
なお、ここに表される情報については、特に示さない限り任天堂公式の「Wii本体のバージョン変更履歴」のページより引用。

## インターネットによるアップデート
Wii本体をインターネットに接続し、『Wiiオプション』→『Wii本体設定』内の「Wii本体の更新」を選択するか、「Wii伝言板」で新たなWii本体の更新が配信された際に、任天堂より送られてくるお知らせメッセージの右下にある「更新」ボタンを選択すると、アップデート作業が開始される。なお、バージョン表記のない本体においては、初回インターネット接続時に、自動的にアップデート作業が開始される（Ver.2.0J以降はアップデートするか任意で選択できる）。『Wiiショッピングチャンネル』でダウンロードしたWiiチャンネルがアップデートされた場合は、Wii本体のアップデート完了後にさらに『Wiiショッピングチャンネル』でそのチャンネルの最新版をダウンロードする必要がある。
※ここでは日本仕様のWii向けに配布されているアップデートプログラムについて記載している。

### Ver.1系列
Ver1.0J
- Wii発売直後のシステムバージョン
- 日本版のWiiのみにインストールされていた。（海外版はない）※Startup disc
- Ver2.0にアップデートするにはディスクが必要　GCゲームは更新不要
- メニュー下の線が直線になっている
- インターネットを使用するチャンネルがすべて準備中となっている
- Wiiの開発機にインストールできる。正式版のWiiにインストールできるが、更新するとブリック（故障）する。

### Ver.2系列

#### Ver.2.0J
- 2006年12月2日配信開始分
  - Wiiメニュー
    - Wiiチャンネルの各チャンネルの並び順の変更が可能になる。（更新前は不可）
    - メニュー下のデザインが変わる。

  - Wiiチャンネル
    - 『写真チャンネル』において、スライドショー設定の「曲を選ぶ」の項目内に「すべてのMP3」が追加される。
    - 『Wiiショッピングチャンネル』が利用可能になる。

  - Wiiオプション
    - バージョンが表記されるようになる。
    - Wiiに記録されたデータやチャンネル（一部不可）を、SDメモリーカードにコピーする機能が追加される。
    - 「本体機能の更新」が利用可能になる。
    - インターネットの設定でプロキシの設定が可能になる。
    - データ管理にチャンネルの削除機能が追加される。

  - Wii伝言板
    - WiiConnect24を利用したメッセージの送受信が可能になる。
    - アドレス帳への登録機能が追加される。
- 2006年12月19日配信開始分
  - 『お天気チャンネル』が追加される。
- 2007年1月26日配信開始分
  - 『ニュースチャンネル』が追加される。
- 2007年2月14日配信開始分
  - 地域設定プログラムが追加される。『みんなで投票チャンネル』などの一部のチャンネルやゲームソフトで使用される。

#### Ver.2.2J
- 2007年4月12日配信開始分
  - ペアレンタルコントロールの『インターネットチャンネル』に対する設定が追加される。
  - スタンバイモード時にテレビからノイズが出る不具合が修正される。

### Ver.3系列

#### Ver.3.0J
- 2007年8月7日配信開始分
  - Wiiメニュー
    - 『お天気チャンネル』のアイコンに天気予報（天気マーク）が表示されるようになる。
    - 『ニュースチャンネル』のアイコンにヘッドラインニュースが、テロップ表示されるようになる。
    - 『ニュースチャンネル』のアイコンを選択したときの画面に、ヘッドラインニュースが表示されるようになる。
    - Wiiメニューに現在の時刻（本体内蔵時計の時刻）が表示されるようになる。
    - 新着メッセージが届いている場合、通知音が鳴り、Wii伝言板ボタンの周りが点滅し、Wii本体のディスクスロット部が水色に点滅するようになる。
    - ディスク未挿入時のアニメーションが変わる（ディスクドライブチャンネル内のアニメーションは変わらない）。

  - Wii伝言板
    - アドレス帳でWiiフレンドの入れ替えができるようになる。
    - アドレス帳の空欄でAボタンからフレンド登録画面に入れるようになる。
    - アドレス帳を選択したときに、自分のWii番号がより簡単に見られるようになる。
    - メッセージ（薄茶色の封筒）を受信した日のカレンダーにのみ、メッセージアイコンが表示されるようになる。
    - 今日の出来事に、メッセージの送信履歴が表示されるようになる。
    - 今日の出来事の封筒の色が薄茶色から白色に変わる。
    - メッセージ画面で、Bボタンでスクロールできるようになる。

  - Wiiオプション
    - Wiiリモコンの+ボタン・-ボタンでもページ移動ができるようになる。
    - Wii本体を更新する前に注意文が表示されるようになる（同意しない場合は本体の更新作業は実行されない）。

  - ソフトキーボード
    - 変換ボタンが表示されるようになる（Wiiリモコンの十字ボタンの上下でも変換できる）。
    - 英数字入力では常に半角文字で入力されるようになる（全角文字にしたい場合は文字を入力後変換ボタンを選択する）。
    - Wiiリモコンの-（マイナス）ボタンでも文字の削除ができるようになる。
    - 英数字入力キーボードでWiiリモコンのBボタンを押している間、Shiftキーが選択されるようになる。

  - Wiiショッピングチャンネル
    - 『Wiiショッピングチャンネル』を起動して最初に表示される「ウェルカムページ」の画面のレイアウトが変更される。
    - ウェルカムページに、最近追加されたソフトが表示されるようになる。
    - バーチャルコンソールのソフトの検索方法が、ハード・メーカー・ジャンル・ソフト名（キーワード検索）・人気ソフト・新着順の6種類になる（50音順は廃止）。
    - Wiiポイント追加画面の選択項目「Wiiポイントプリペイドカード」が「Wiiポイント番号を登録する」に変更される。

  - その他
    - Wii伝言板および『Wiiショッピングチャンネル』内にて、市販のUSBキーボードが使用可能になる。
    - メッセージを受信した時のディスクスロット部分の点滅の仕方が2種類になる。（他のWiiや任天堂からのメッセージを受信した時は「ピカピカ」という急な点滅、Wiiチャンネルやゲームソフトから受信した時はゆったりした点滅）
    - Wiiの電源を入れてから「健康と安全のために」の画面が表示されるまでの時間、ソフトやWiiチャンネルよりWiiメニューに戻る時間が若干短くなる。
    - 一部の改造ソフトやコピーソフト、非公認チャンネルが利用不可になるデータが追加される。
- 2007年8月14日配信開始分（2007年8月7日-13日にインターネットによるアップデート作業を実施したWii本体のみ対象）
  - インターネットチャンネルでHOMEボタンメニュー内の「リセット」を選択、もしくはWii本体のリセットボタンを押すと、画面が黒くなり次に進めなくなる不具合を改善する。
  - Wii専用LANアダプタを利用してインターネットに有線接続した場合、Wiiでのインターネット通信が不安定になる不具合を改善する。

#### Ver.3.1J
- 2007年10月10日配信開始分
  - Wii伝言板
    - 送られてきたメッセージに書かれたURLから、直接インターネットチャンネルを起動して、書かれたURLのサイトにアクセスできるようになる。(SDメモリーカードは除く)

  - インターネットチャンネル（Wiiショッピングチャンネル内で再ダウンロード）
    - 市販のUSBキーボードが、使用可能になる。
    - ページ内の文章を選択して、その文章のウェブ検索を実行できるようになる。(引用はてなスターなど、文字を選択する操作も可能)
    - お気に入りに登録されているサイトのURLを、Wiiフレンドに送信できるようになる。
    - ズームで100%表示になった際に、音が鳴り画面右上に100%と一瞬表示されるようになる。(エリアズーム除く)
    - お気に入りの登録最大数が48個から56個になる。

  - みんなで投票チャンネル（Wiiショッピングチャンネル内で再ダウンロード）
    - 投票結果の地域別表示において、日本地図の色分けの段階が増え、灰色表示が50:50に限って表示される。
- 2007年12月11日配信開始分
  - Wiiメニュー
    - Wiiショッピングチャンネルを選択したときの画面のデザインが新しいものになる。（設定で戻すことが可能）

  - Wiiショッピングチャンネル
    - 「プレゼント機能」が追加される。

  - 写真チャンネル（アップデート完了後、Wiiショッピングチャンネル内でダウンロード）
    - バージョンが1.0（表記無し）から1.1になる。
    - スライドショーのBGMで使用できる音楽データのファイル形式が、MP3形式からAAC形式（拡張子「.m4a」のMP4ファイル）に変更される。今まで使用していたMP3形式の音楽データが利用不可能になるため、ダウンロードする際は注意が必要である。大乱闘スマッシュブラザーズXを挿入しても形式が変更する。
    - Wiiメニュー画面に表示されている写真チャンネルのアイコンをSDメモリーカード・Wii伝言板内の画像に変更可能になる。
    - 音楽ファイルのシャッフル再生が可能になる。

#### Ver.3.2J
- 2008年2月26日配信開始分
  - Wii本体のシステムやチャンネル機能の更新データを持つディスクが挿入されると、Wiiメニューの『ディスクドライブチャンネル』に本体更新アイコンが表示されるようになる。
- 2008年3月20日配信開始分（ただし以下の変更項目が有効になるのは、2008年3月25日より）
  - Wiiショッピングチャンネル
    - Wiiウェア用ソフトの購入・ダウンロードに対応する。
    - 「Wii専用ソフト」の項目が廃止され、「Wiiウェア」と「Wiiチャンネル」の2つの項目が追加される。
    - Wiiショッピングチャンネルの説明書の内容が一部改訂される。

#### Ver.3.3J
- 2008年6月17日配信開始分
  - 似顔絵チャンネル
    - 似顔絵広場から似顔絵パレードへMiiを移動させることが可能になる。
    - 文字入力の際にUSBキーボードを使用することが可能になる。

  - Wii本体システム
    - 一部の改造ソフトやコピーソフト、非公認チャンネルが利用不可になるデータの最新版が追加される。
    - 不正なセーブデータに対する対策プログラムが追加される（不正に改竄されたセーブデータが削除される）。
- 2008年7月23日配信開始分
  - Wii本体システム
    - 住所設定のプログラムが追加される（同日配信開始された『デジカメプリントチャンネル』で利用される）。

  - 写真チャンネル1.1
    - 写真一覧画面の右上に「プリント」というボタンが追加され、『デジカメプリントチャンネル』へ移動できるようになる。

  - みんなのニンテンドーチャンネル（アップデート完了後、Wiiショッピングチャンネル内で再ダウンロード）
    - ソフト情報や映像の検索機能が改良される。
    - 映像の一時停止・音量調整・見たい場所へ移動できるようになる。
    - 映像の一覧表示画面が改良される。
    - ソフト情報画面が改良される。
- 2008年10月23日配信開始分
  - Wiiショッピングチャンネル
    - ニンテンドーDSiウェアのサービス開始に伴って、Wiiポイントプリペイドカード・Wiiポイントプリペイド番号の名称がニンテンドーポイントプリペイドカード・ニンテンドーポイントプリペイド番号に変更されるため、Wiiショッピングチャンネル内の表記も変更される。
    - 「使用コントローラ」のアイコン・表示方法が変更される。

  - Wii本体システム
    - 一部の改造ソフトやコピーソフト、非公認チャンネルが利用不可になるデータの最新版が追加される。
    - 不正なセーブデータに対する対策プログラムの最新版が追加される（不正に改竄されたセーブデータは削除される）。

#### Ver.3.4J
- 2008年11月18日配信開始分
  - 似顔絵チャンネル
    - Miiの名前・作成者の入力に、USBキーボードが使用可能になる。

  - Wii本体システム
    - 一部のSDメモリーカードにおいて、読み込み速度・書き込み速度が向上する。
    - Wii専用およびGC専用ゲームディスクの読み取り能力が向上する。
    - 一部の改造ソフトやコピーソフト、非公認チャンネルが利用不可になるデータの最新版が追加される。
    - 不正なセーブデータに対する対策プログラムが廃止される。

### Ver.4系列

#### Ver.4.0J
- 2009年3月26日配信開始分
  - Wii本体システム
    - 容量が4GB〜32GBのSDHCメモリーカードの使用が可能になる。
    - SDカードメニューが追加され、SDメモリーカード・SDHCメモリーカードに保存されているソフトを起動できるようになる。
    - データ管理画面にて、データの「移動」が可能になる。
    - データ管理画面にて、「コピー」や「移動」が不可能なソフトの場合は、「コピー」「移動」の項目が薄灰色になり、実行できないことが分かりやすくなるようになる。
    - 画面アスペクトの設定を「4:3」にした場合のメッセージが変わる。
    - 本体更新において、更新前に表示される注意文の内容が変更される。
    - 一部の改造ソフトやコピーソフト、非公認チャンネルが利用不可になるデータの最新版が追加される。
    - 不正なセーブデータに対する対策プログラムの最新版が追加される（不正に改竄されたセーブデータは削除される）。

  - Wiiショッピングチャンネル
    - SDメモリーカード・SDHCメモリーカードに直接ソフトをダウンロード・保存可能となる。
    - 「手助けポイントキャンペーン」に関する項目が追加される。
    - 「バーチャルコンソール アーケード」の購入・ダウンロードに対応する。

  - 写真チャンネル
    - バージョンが「1.1-b」になり、SDHCメモリーカードの読み込みに対応する。

#### Ver.4.1J
- 2009年7月3日配信開始分
  - SDメモリーカード・SDHCメモリーカードに保存されているソフトを、SDカードメニューを使用して起動した後に、『Wii Sports Resort』を起動すると、初回起動時のみに表示される「Wiiモーションプラスつけ方ムービー」が再び強制的に再生されてしまう不具合を改善する。

#### Ver.4.2J
- 2009年9月29日配信開始分
  - 本体システムの動作品質が改善される（詳細は未発表）。
  - 一部の改造ソフトやコピーソフト、非公認チャンネルが利用不可になるデータの最新版が追加される。
  - 不正なセーブデータに対する対策プログラムの最新版が追加される（不正に改竄されたセーブデータは削除される）。
- 2009年10月21日配信開始分
  - Wiiショッピングチャンネル
    - 『インターネットチャンネル』を有償期間に購入したユーザーに、バーチャルコンソールのファミリーコンピュータのソフト（価格が500Wiiポイントのもの）1本がプレゼントされる機能が追加される。
    - 「Wiiネット接続できる人ができない人を手助けして500Wiiポイントを両方がもらえるキャンペーン」の手助けマイスターの制度に対応する。詳細はWii#接続率向上のための施策を参照。

#### Ver.4.3J
- 2010年6月22日配信開始分
  - 本体システムの動作品質が改善される（詳細は未発表）。
  - 一部の改造ソフトやコピーソフト、非公認チャンネルが利用不可になるデータの最新版が追加される。
  - 不正なセーブデータに対する対策プログラムの最新版が追加される（不正に改竄されたセーブデータは削除される）。
- 2010年9月8日配信開始分
  - 本体システムの動作品質が改善される（詳細は未発表）。
  - 一部の改造ソフトやコピーソフト、非公認チャンネルが利用不可になるデータの最新版が追加される。
  - 不正なセーブデータに対する対策プログラムの最新版が追加される（不正に改竄されたセーブデータは削除される）。
- 2010年11月1日配信開始分
  - Wiiの間チャンネルのみの更新。起動時のアニメーションが変更される。
- 2013年11月26日配信開始分
  - 『ドラゴンクエストX 眠れる勇者と導きの盟友 オンライン』（2013年12月5日発売）のインストール機能が追加される。
- 2014年2月25日配信開始分
  - USBメモリーの空き容量の断片化を防ぐ機能が追加される。

## Wii専用ソフトによるアップデート
Wii専用ソフトによるアップデート向けの更新プログラムは、一般のゲームソフトに内蔵する方式で配布されており、対象ソフトを起動した時に、Wii本体に追加する更新プログラムがある場合のみ自動的にアップデートが開始される。なお、Wii専用ソフトのみに含まれている更新プログラムもあるので、インターネットによるアップデートを利用して最新バージョンになっているWii本体でも、アップデートが開始されることがある。